# Ricordami (film)
Ricordami è un film italiano del 1955 diretto da Ferdinando Baldi.

## Trama
A Napoli Maria, una sarta orfana, mentre consegna un vestito a una cliente per poco non viene investita da Paolo, il figlio di un ricco industriale. I due si innamorano, ma il ragazzo le mente facendo credere di essere uno studente universitario di ingegneria che lavora come autista per mantenersi agli studi. Il padre di Paolo disapprova la loro relazione e, dopo un violento litigio, il giovane lascia la casa per andare a vivere in una pensione. Quando Maria annuncia di aspettare un figlio, il padre di Paolo con uno stratagemma la costringe a lasciarlo e a trasferirsi a Roma. Lì dà alla luce una bambina alla quale dà il nome di Paola.
Dopo qualche anno Paolo è laureato in ingegneria e lavora nella fabbrica del padre, mentre Maria e Paola vivono di stenti. La bambina si ammala e, per farla curare, lei chiede aiuto a Gina, cantante di un locale notturno, che la fa entrare a lavorare come guardarobiera. Maria conosce il cantante del locale, Carlo, che si innamora di lei ma la rispetta aiutandola. Quando la situazione di Paola peggiora, Gina, che è venuta a conoscenza della storia di Maria, viaggia per Napoli e incontra Paolo al quale racconta le disgrazie subìte dalla sua antica fidanzata. Paolo si mette in viaggio per Roma ma ha un incidente e viene ricoverato nello stesso ospedale; nel frattempo, l'operazione chirurgica di Paola riesce e i genitori di Paolo, pentiti del loro comportamento, acconsentono alle nozze. Carlo, contento della loro serenità, si ritira in buon ordine partendo per una tournée in Sudamerica.

## Produzione
Il film è ascrivibile al filone dei melodrammi sentimentali, comunemente detto strappalacrime, molto in voga tra il pubblico italiano negli anni cinquanta, in seguito ribattezzato dalla critica con il termine neorealismo d'appendice.
Ottenne il visto di censura n. 19.979 del 15 ottobre 1955 per una lunghezza di 2.706 metri.

## Distribuzione
Il film venne distribuito nel circuito cinematografico italiano a partire dalla seconda metà dell'ottobre del 1955.